# Hold On
A Hold On Bonnie Tyler első digitális kislemezdala a 2019-es Between the Earth and the Stars című albumáról.
A dalt Bonnie Tyler két régi jó barátja, Kevin Dunn és David Mackay írta. Utóbbi egyben producere is volt a hetvenes években. A közepes tempójú country-rock dal az első kislemez Bonnie Tyler diszkográfiájának történetében, ami már csak digitális formában jelent meg.
A Digital Journal értékelése szerint a többszörösen Grammy-díjra jelölt rocksztár Bonnie Tyler, a Hold On című dalával erősebb, mint valaha. Az új dalban azt bizonyítja, hogy olyan mint a bor, minél régebbi, annál jobb. A dalban remekül érvényesül Bonnie erőteljes, rekedt hangja, amit a rajongók és a hallgatók is élvezni fognak. Mint a korábbi szívszaggató slágerei a Total Eclipse of the Heart vagy az It's a Heartache mellett a Hold On is ugyanolyan kényszerítő és rezonál. Összességében a Hold On egy új, nagyszerű dala a történelem egyik legnagyobb női rockhangjának. Ez a dalékes bizonyítéka, hogy a Between the Earth and the Stars albuma igazi csemege lesz mindenki számára. Tyler zenéje egyszerűen időtlen.

## Toplista
| Toplista                    | Csúcspozíció |
| --------------------------- | ------------ |
| German iTunes Singles Chart | 62           |